# Danau Galela
Danau Galela är en sjö i Indonesien. Den ligger i den nordöstra delen av landet, 2 500 km öster om huvudstaden Jakarta. Danau Galela ligger 23 meter över havet. Arean är 3,6 kvadratkilometer. I omgivningarna runt Danau Galela växer i huvudsak städsegrön lövskog. Den sträcker sig 2,1 kilometer i nord-sydlig riktning, och 4,4 kilometer i öst-västlig riktning.